# Pierre François Marie Auguste Dejean
Pierre François Marie Auguste Dejean (1780 – 1845), va ser un entomòleg francès. Va ser mercenari durant les guerres napoleòniques. Va reunir una gran col·lecció de coleòpters, alguns recollits al camp de batalla de Waterloo. Va llistar 22.399 espècies i l'any 1837 aquesta era la major col·l·lecció de coleòpters del món. L'any 1802, va començar a publicar el catàleg de la seva gran col·lecció que incloïa 22 noms d'espècies. Dejean es va oposar al principi de prioritat establert al International Code of Zoological Nomenclature. Dejean va presidir la Société entomologique de France l'any 1840.
Entre d'altres, va donar nom al gènere de coleòpters Lachnaia

## Obres
- Catalogue des Coléoptères de la collection d'Auguste Dejean (1802–1837) with Charles Aubé
- amb Pierre André Latreille Histoire naturelle et iconographie des insectes coléoptères d'Europe Paris : Crevot, 1822. digitised at Gallica.
- Spécies Général des Coléoptères (1825–1838)